# Компанія керування активами
Компанія з управління активами (КУА) (англ. asset management company) — економічний термін, що описує компанію, яка інвестує об'єднані активи клієнтів у цінні папери котрі відповідають її задекларованій фінансовій меті. Компанії з управління активами пропонують інвесторам більш диверсифікації та інвестиційних опцій, ніж якби вони інвестували свої активи самотужки. В Україні компанія з управління активами — це юридична особа, що здійснює професійну діяльність у сфері керування активами інвесторів за допомогою інститутів спільного інвестування (ІСІ) на підставі ліцензії, яку видає Національна комісія з цінних паперів та фондового ринку

## Функції КУА
КУА створює ІСІ, а також виконує інші функції, пов'язані з функціонуванням інститутів спільного інвестування, що знаходяться під її управлінням. До таких функцій відносяться:
- ключовою функцією КУА, як це видно з її назви, є керування активами, тобто грошами інвесторів, залученими у фонди якими вона керує.
- розміщення цінних паперів ІСІ; залучення агентів, які розміщують цінні папери серед інвесторів;
- управління активами ІСІ. Після того, як грошові кошти прийшли на рахунок ІСІ, КУА направляє їх на придбання активів для формування структури активів даного ІСІ, яка вказана в Інвестиційній декларації;
- аналіз ринку цінних паперів, нерухомості і ін. ринків, інструменти яких знаходяться в активах ІСІ;
- пошук нових об'єктів для інвестицій;
- щоденна переоцінка активів відповідно до коливань цін на ринку;
- оформлення договорів з придбання і продажу активів, підготовка звітності в державні органи, що контролюють роботу КУА;
- здійснення поточної діяльності ІСІ

## Компанії з управління активами в України
Згідно з даними Української Асоціації Інвестиційного Бізнесу в Україні станом на 30.09.2016 року діють 300 компаній з управління активами, що керують активами 1127 інститутів спільного інвестування загальним обсягом 253,61 млрд. грн.